# پایوو-کروله
پایوو-کروله (به لهستانی:  Pajewo-Króle) یک روستا در لهستان است که در گمینا اوپینوگورا گورنا واقع شده‌است.